# Sparta in het seizoen 1954/55
Het seizoen 1954/1955 was het eerste jaar in het bestaan van de Rotterdamse betaaldvoetbalclub Sparta. De club kwam uit in de Eerste klasse B en eindigde op de tweede plaats, dit betekende dat de club in het nieuwe seizoen uitkwam op het hoogste voetbalniveau.

## Wedstrijdstatistieken

### Eerste klasse D(afgebroken)
|       | ADO   | Bleijerheide | Brabantia | D.F.C. | Eindhoven | Emma  | Feijenoord | Juliana | LONGA | MVV   | NOAD | SVV   |
| ----- | ----- | ------------ | --------- | ------ | --------- | ----- | ---------- | ------- | ----- | ----- | ---- | ----- |
| Thuis | 1 – 4 | –            | 2 – 2     | –      | –         | –     | –          | –       | –     | 3 – 1 | –    | –     |
| Uit   | –     | –            | –         | 1 – 2  | 1 – 3     | 3 – 3 | –          | 1 – 2   | 2 – 1 | –     | –    | 3 – 2 |

### Eerste klasse B
|       | ADO   | Brabantia | DWS   | EDO   | Elinkwijk | Fortuna '54 | Heerenveen | Heracles | Rigtersbleek | Sittardia | SVV   | Wageningen | Willem II |
| ----- | ----- | --------- | ----- | ----- | --------- | ----------- | ---------- | -------- | ------------ | --------- | ----- | ---------- | --------- |
| Thuis | 1 – 1 | 4 – 1     | 1 – 1 | 1 – 0 | 3 – 2     | 2 – 2       | 6 – 0      | 4 – 2    | 3 – 0        | 1 – 1     | 1 – 1 | 1 – 2      | 1 – 1     |
| Uit   | 2 – 1 | 3 – 2     | 1 – 3 | 1 – 5 | 3 – 3     | 1 – 0       | 3 – 6      | 4 – 5    | 2 – 2        | 1 – 5     | 2 – 1 | 1 – 2      | 4 – 3     |

## Statistieken Sparta 1954/1955

### Eindstand Sparta in de Nederlandse Eerste klasse B 1954 / 1955
| Stand | Gespeeld | Gewonnen | Gelijk | Verloren | Punten | Doelpunten voor | Doelpunten tegen |
| ----- | -------- | -------- | ------ | -------- | ------ | --------------- | ---------------- |
| 2e    | 26       | 12       | 8      | 6        | 32     | 67              | 42               |

### Eindstand Sparta in de Nederlandse Eerste klasse D 1954 / 1955 (afgebroken)
| Stand | Gespeeld | Gewonnen | Gelijk | Verloren | Punten | Doelpunten voor | Doelpunten tegen |
| ----- | -------- | -------- | ------ | -------- | ------ | --------------- | ---------------- |
| 5e    | 9        | 4        | 2      | 3        | 10     | 19              | 18               |

### Topscorers
| #                | Naam                         | Goal |
| ---------------- | ---------------------------- | ---- |
| 1.               | Nico Boot                    | 15   |
| 2.               | Lou Benningshof              | 14   |
| 3.               | Joop Daniëls                 | 12   |
| 4.               | Tonny van Ede                | 10   |
| 5.               | Henk den Boer                | 6    |
| 6.               | Wim van der Waal             | 3    |
| 6.               | Hans Wenneker                | 3    |
| 8.               | Cees Brandse                 | 1    |
| 8.               | Hans Sonneveld               | 1    |
| Eigen doelpunten |                              |      |
| –                | Cor van Kilsdonk (Elinkwijk) | 1    |
| –                | Henk Serlijn (DWS)           | 1    |
| Totaal           | Totaal                       | 67   |

| #      | Naam            | Goal |
| ------ | --------------- | ---- |
| 1.     | Nico Boot       | 8    |
| 2.     | Tonny van Ede   | 5    |
| 3.     | Lou Benningshof | 2    |
| 3.     | Wout Zuidgeest  | 2    |
| 5.     | Henk den Boer   | 1    |
| 5.     | Arie Molenbeek  | 1    |
| Totaal | Totaal          | 19   |